# Walland (Tennessee)
Walland es un lugar designado por el censo ubicado en el condado de Blount en el estado estadounidense de Tennessee. En el Censo de 2010 tenía una población de 259 habitantes y una densidad poblacional de 65,62 personas por km².

## Geografía
Walland se encuentra ubicado en las coordenadas 35°43′55″N 83°48′25″O / 35.73194, -83.80694. Según la Oficina del Censo de los Estados Unidos, Walland tiene una superficie total de 3.95 km², de la cual 3.95 km² corresponden a tierra firme y (0%) 0 km² es agua.

## Demografía
Según el censo de 2010, había 259 personas residiendo en Walland. La densidad de población era de 65,62 hab./km². De los 259 habitantes, Walland estaba compuesto por el 98.84% blancos, el 0% eran afroamericanos, el 0.77% eran amerindios, el 0.39% eran asiáticos, el 0% eran isleños del Pacífico, el 0% eran de otras razas y el 0% pertenecían a dos o más razas. Del total de la población el 3.47% eran hispanos o latinos de cualquier raza.